# 丽拟花鮨
丽拟花鮨（学名：Pseudanthias cichlops）为輻鰭魚綱鱸形目鱸亞目鮨科拟花鮨属的鱼类，俗名丽花鮨。分布于印度尼西亚的苏门答腊以及中国南海等海域，棲息深度20-40公尺，體長可達9.5公分，棲息在岩礁區，生活習性不明。该物种的模式产地在Priaman、苏门答腊。

## 扩展阅读
維基物種上的相關：丽拟花鮨